# Rhynchospora capitellata
Rhynchospora capitellata är en halvgräsart som först beskrevs av André Michaux, och fick sitt nu gällande namn av Vahl. Rhynchospora capitellata ingår i släktet småag, och familjen halvgräs. Inga underarter finns listade i Catalogue of Life.